# Mascoutah
Mascoutah ist eine Kleinstadt (mit dem Status „City“) im St. Clair County im mittleren Südwesten des US-amerikanischen Bundesstaates Illinois. Das U.S. Census Bureau hat bei der Volkszählung 2020 eine Einwohnerzahl von 8.754 ermittelt.
Die Stadt liegt im Metro-East genannten östlichen Teil der Metropolregion Greater St. Louis um die Stadt St. Louis im benachbarten Missouri.

## Geografie
Mascoutah liegt auf 38°29′25″ nördlicher Breite und 89°47′35″ westlicher Länge und erstreckt sich über 25 km². Die Stadt liegt am linken Ufer des Silver Creek, einem rechten Nebenfluss des Kaskaskia River. Der Mississippi, der die Grenze zu Missouri bildet, befindet sich rund 40 km westlich. Mascoutah liegt überwiegend in der Mascoutah Township und zu einem kleineren Teil in der Shiloh Valley Township.
Benachbarte Orte von Mascoutah sind Lebanon (13,1 km nördlich), New Baden (13,1 km nordöstlich), New Memphis (10,5 km östlich), Fayetteville (12,8 km südlich), Freeburg (17,9 km südwestlich), Belleville (18,2 km westlich) und Shiloh (15,4 km nordwestlich).
Die Scott Air Force Base liegt am nordwestlichen Stadtrand von Mascoutah.
Zum Stadtzentrum von St. Louis sind es von Mascoutah 46,1 km in westnordwestlicher Richtung. Die nächstgelegenen weiteren Großstädte sind Chicago (472 km nordnordöstlich), Indianas Hauptstadt Indianapolis (379 km ostnordöstlich), Louisville in Kentucky (378 km östlich), Tennessees Hauptstadt Nashville (457 km südöstlich), Memphis (433 km südlich) und Kansas City (443 km westlich).

## Verkehr
Durch den Norden des Stadtgebiets von Mascoutah verläuft die Interstate 64, die von St. Louis nach Louisville führt. Im Zentrum der Stadt treffen die Illinois State Routes 4, 161 und 177 aufeinander. Alle weiteren Straßen sind untergeordnete teils unbefestigte Fahrwege sowie innerörtliche Verbindungsstraßen.
In West-Ost-Richtung führt eine Eisenbahnlinie der Norfolk Southern Railway durch Mascoutah.
Die nächstgelegenen Flugplätze sind der 28,7 km nördlich gelegene St. Louis Metro-East Airport und der 39,5 km westlich gelegene St. Louis Downtown Airport; der nächstgelegene Großflughafen ist der 64,1 km westnordwestlich gelegene Lambert-Saint Louis International Airport.

## Demografische Daten
Nach der Volkszählung im Jahr 2010 lebten in Mascoutah 7483 Menschen in 2654 Haushalten. Die Bevölkerungsdichte betrug 299,3 Einwohner pro Quadratkilometer. In den 2654 Haushalten lebten statistisch je 2,72 Personen. 
Ethnisch betrachtet setzte sich die Bevölkerung zusammen aus 89,6 Prozent Weißen, 5,2 Prozent Afroamerikanern, 0,3 Prozent amerikanischen Ureinwohnern, 1,2 Prozent Asiaten, 0,3 Prozent Polynesiern sowie aus anderen ethnischen Gruppen; 2,8 Prozent stammten von zwei oder mehr Ethnien ab. Unabhängig von der ethnischen Zugehörigkeit waren 2,8 Prozent der Bevölkerung spanischer oder lateinamerikanischer Abstammung. 
27,1 Prozent der Bevölkerung waren unter 18 Jahre alt, 61,5 Prozent waren zwischen 18 und 64 und 11,4 Prozent waren 65 Jahre oder älter. 51,1 Prozent der Bevölkerung war weiblich.

Das mittlere jährliche Einkommen eines Haushalts lag bei 68.586 USD. Das Pro-Kopf-Einkommen betrug 27.691 USD. 11,7 Prozent der Einwohner lebten unterhalb der Armutsgrenze.